# Break On Through (To the Other Side)
"Break On Through (To the Other Side)" is een nummer van de Amerikaanse band The Doors. Het nummer verscheen op hun naar de band vernoemde debuutalbum uit 1967. Op 1 januari van dat jaar werd het nummer uitgebracht als de debuutsingle van de band.

## Achtergrond
"Break On Through (To the Other Side)" is geschreven door de gehele band en verschijnt als de eerste track op hun debuutalbum. Platenmaatschappij Elektra Records heeft de regel "she gets high" bewerkt omdat zij dachten dat deze regel een referentie naar drugs zou bevatten, waardoor het niet zou worden gedraaid op de radio. In de originele albumversie en alle heruitgaven tot de jaren '90 van de twintigste eeuw is het woord "high" weggelaten, waardoor zanger Jim Morrison enkel viermaal "she gets" zingt voor een laatste uithaal. Op liveversies van het nummer en recentere heruitgaven is de gehele regel te horen.
Het drumritme in "Break On Through (To the Other Side)" is in bossanovastijl; drummer John Densmore kon deze, destijds nieuwe, muziekstijl uit Brazilië waarderen en besloot om het te gebruiken in het nummer. Gitarist Robby Krieger verkreeg de inspiratie voor de gitaarriff uit het nummer "Shake Your Moneymaker" van Paul Butterfield (oorspronkelijk van Elmore James). De orgelsolo lijkt op de intro van het nummer "What'd I Say" van Ray Charles met een paar opzettelijk fout gespeelde noten.
"Break On Through (To the Other Side)" werd in eerste instantie nergens een hit; de 126e plaats in de Verenigde Staten was de hoogste notering wereldwijd. Bij heruitgaven van het nummer werd het wel een hit in een aantal landen: in Frankrijk bereikte het in 1970 de achtste plaats en in Nieuw-Zeeland en het Verenigd Koninkrijk kwam het in 1991 respectievelijk tot de 28e en de 64e plaats.
"Break On Through (To the Other Side)" is gecoverd door diverse artiesten, waaronder Stone Temple Pilots (op het Doors-tributealbum Stoned Immaculate), Adrenaline Mob, Bush, Marc Ribot en Hollywood Vampires; Blondie en U2 zongen het live, terwijl The Raveonettes een sample gebruikten voor hun nummer "Endless Sleeper". Daarnaast komt het vaak voor in films en televisieseries; in de biografische film The Doors uit 1991 is het driemaal te horen en in Forrest Gump uit 1994 is het een van de drie Doors-nummers die in de film voorkomt, naast "Hello, I Love You" en "People Are Strange". Daarnaast kwam het voor in de films Jarhead (2005), Deliver Us from Evil (2014) en Minions (2015) en de trailers voor de films Monsters en co. (2001), Spy Kids 3-D: Game Over (2003) en 21 (2008). Ook was het nummer te horen tijdens afleveringen van Miami Vice en The Simpsons en wordt het gebruikt in de videospellen Tony Hawk's Underground 2, Burnout Revenge en Rock Band 3.

## NPO Radio 2 Top 2000
| Nummer met noteringen in de NPO Radio 2 Top 2000 | '15  | '16  | '17  | '18  | '19  | '20  | '21  | '22  | '23 | '24  |
| ------------------------------------------------ | ---- | ---- | ---- | ---- | ---- | ---- | ---- | ---- | --- | ---- |
| Break On Through (To the Other Side)             | 1296 | 1422 | 1501 | 1021 | 1633 | 1603 | 1859 | 1886 | -   | 1963 |

1. ↑  Een '-' betekent dat het nummer niet was genoteerd en een vetgedrukt getal geeft de hoogste notering aan.
2. ↑  2015 was het eerste jaar met een notering voor dit nummer.